# 金原亭馬好 (5代目)
五代目 金原亭 馬好（きんげんてい ばこう、1948年5月14日 - 2019年3月19日）は、東京都下谷竜泉寺（台東区竜泉）出身の落語家。落語協会所属。出囃子∶『さいさい節』。本名∶近藤 雄三。

## 経歴
1948年5月、東京都台東区竜泉に生まれる。
1963年9月、初代金原亭馬の助に入門。「金原亭仔馬」として前座修業。日本テレビ放送網のテレビ番組「フリートーキング」にレギュラー出演し、前座として初めてテレビのレギュラー番組を持つ。
1969年7月、林家照蔵と共に二ツ目昇進し「金原亭馬太呂」と改名。六代目三遊亭圓生に認められ、東宝若手勉強会に出演。1976年、師匠馬の助が死去したためその兄弟子にあたる十代目金原亭馬生一門に移籍。
1979年9月、橘家二三蔵、三代目八光亭春輔、六代目柳家小團治、五代目鈴の家馬勇と共に真打昇進し、五代目金原亭馬好襲名。
2019年3月19日午後9時47分、肺がんのため死去。70歳没。

## 芸歴
- 1963年9月 - 初代金原亭馬の助に入門、前座名「仔馬」。
- 1969年7月 - 二ツ目昇進、「馬太呂」と改名。
- 1976年 - 馬の助没後、十代目金原亭馬生門下へ移籍。
- 1979年9月 - 真打昇進、「五代目金原亭馬好」を襲名。

## 演目
- 長屋物
- 泥棒物

ヘブンアーティストの資格を得た（後に資格を返上）ほど「大道芸」に通じており、見世物の風景などを織り込んだ「九段八景」などの演目を披露していた。

## 新城ホーム寄席「馬好の会」
- 当代金原亭馬好が中心となって、2007年より神奈川県川崎市中原区新城3-1-15アートホーム村上2F「天秤座」において開催している寄席。

### 各回の演目
《第1回》2007年
一、熊の川∶古今亭朝太
一、疝気の虫∶金原亭馬好
一、紙切り∶桃川忠
一、茶金∶金原亭馬好
《第2回》2008年9月1日
一、親子酒∶五街道弥助
一、宿屋仇討∶金原亭馬好
一、和妻∶麻や子
一、小言念仏∶金原亭馬好
一、お座敷大道芸
《第3回》2009年4月19日
一、猿後家∶桂笑生
一、道具屋∶金原亭馬好
一、粋曲∶柳家小菊
一、野ざらし∶金原亭馬好
《第4回》2009年9月27日
一、お見立て∶古今亭駒次
一、江戸太神楽∶花仙
一、大工調べ∶金原亭馬好
一、ちりとてちん∶金原亭馬好
《第5回》2010年2月21日
一、風呂敷∶古今亭朝太
一、ねずみ穴∶金原亭馬好
一、黄金の大黒∶金原亭馬好
《第6回》2010年7月25日
一、洒落小町∶立川談吉
一、動物園∶三遊亭亜郎
一、寄合酒∶金原亭馬好
一、南京玉すだれ∶柳亭舞
一、蜘蛛駕籠∶金原亭馬好
《第7回》2011年2月20日
一、たらちね∶入船亭遊一
一、大正演歌∶福岡詩乃里
一、猫の皿∶金原亭馬好
一、花見仇討∶金原亭馬好
《第8回》2011年10月23日
一、湯屋番∶金原亭小駒
一、マジック∶クラウン・ミニー
一、九段八景∶金原亭馬好
一、堪忍袋∶金原亭馬好